# Giancarlo Cornay
Giancarlo Cornay, in francese Jean-Charles Cornay (Loudun, 27 febbraio 1809 – Son Tay, 20 settembre 1837), è stato un missionario francese. 
È un martire del Vietnam, ucciso durante la persecuzione dell'imperatore Minh Mạng.
Giancarlo Cornay è stato beatificato nel 1900 e canonizzato da papa Giovanni Paolo II nel 1988.
Una città in Francia è stata nominata in suo onore.